# تلویزیون شهر دوم
تلویزیون شهر دوم (انگلیسی: Second City Television)(مخفف انگلیسی: SCTV) برنامه تلویزیونی کانادایی طنز است که نمونه‌ای از تلویزیون دوم تورنتو است. این مجموعه از سال ۱۹۷۶ تا ۱۹۸۴ پخش شد.